# Eduard Feireisl

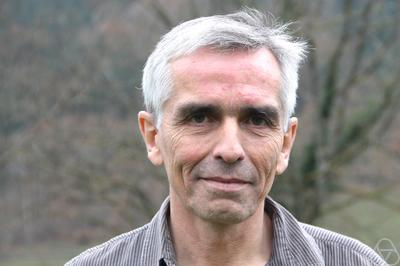
Eduard Feireisl

Eduard Feireisl (ur. 16 grudnia 1957 w Kladnie) – czeski matematyk, od 1988 pracownik Akademii Nauk Republiki Czeskiej. Zajmuje się równaniami różniczkowymi cząstkowymi, układami dynamicznymi i mechaniką płynów.

## Życiorys
Studia na Uniwersytecie Karola ukończył w 1982. Stopień doktora uzyskał w 1986 w Czechoslovak Academy of Sciences. W latach 1986-88 pracował na Politechnice Czeskiej w Pradze, a od 1988 związany jest z Akademią Nauk Republiki Czeskiej.
Swoje prace publikował m.in. w „Journal of Differential Equations”, „Communications in Partial Differential Equations”, „Archive for Rational Mechanics and Analysis”, „Communications in Mathematical Physics” i  „Mathematische Annalen”. Redaktor m.in. „Journal of Differential Equations”, „Discrete and Continuous Dynamical Systems” i „SIAM Journal of Mathematical Analysis”.
W 2002 roku wygłosił wykład sekcyjny na Międzynarodowym Kongresie Matematyków w Pekinie, a w 2019 na konferencji Dynamics, Equations and Applications (DEA 2019). W 2012 zdobył prestiżowy ERC Advanced Grant.
Był członkiem komitetu wyłaniającego laureatów Medalu Fieldsa z 2018 roku.